# Marcus Weinberg

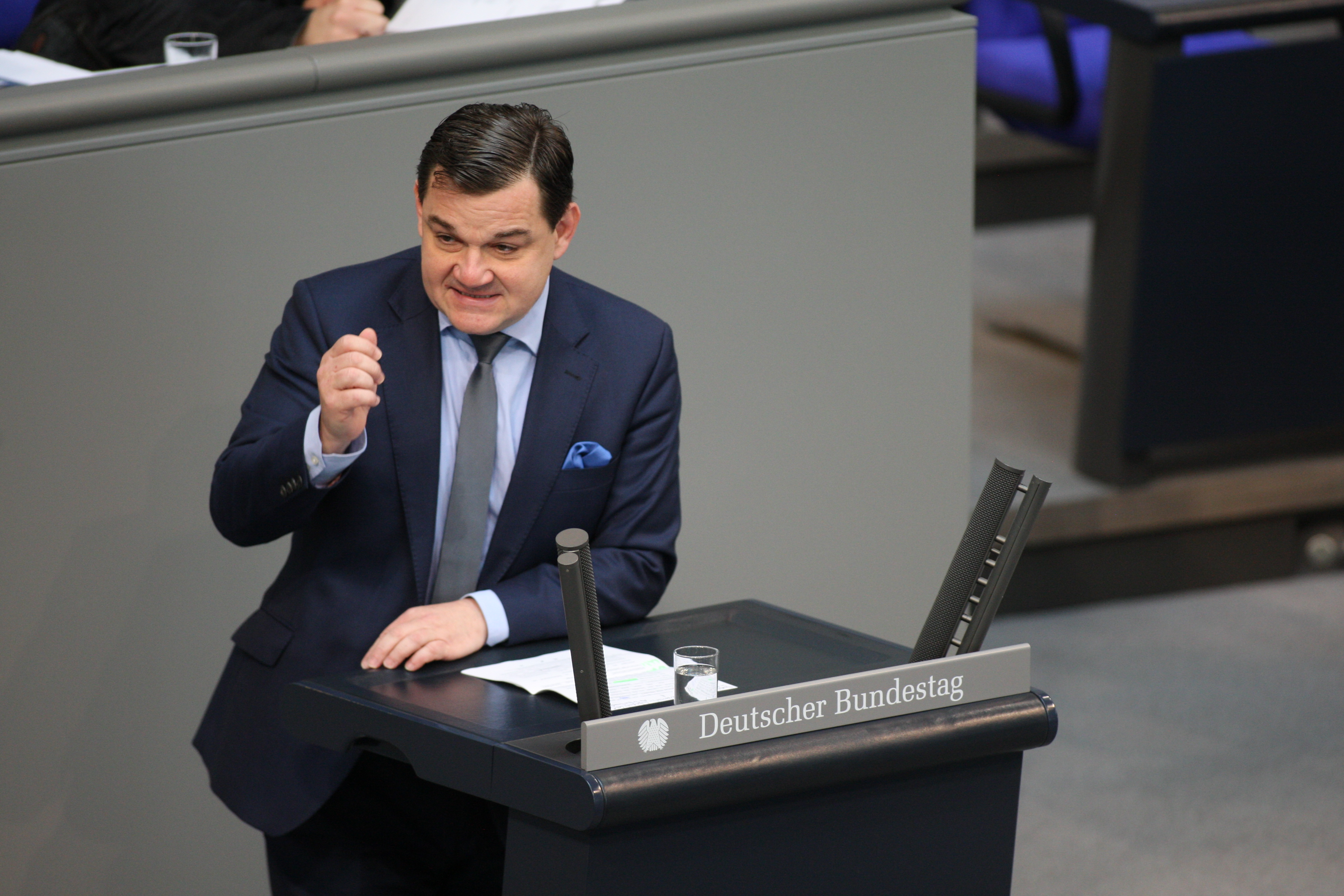
Marcus Weinberg im Bundestag (2016)

Marcus Weinberg (* 4. Juni 1967 in Hamburg) ist ein deutscher Politiker (parteilos, bis 2024 CDU). Er war von 2005 bis 2021 Mitglied des Deutschen Bundestages und unter anderem familienpolitischer Sprecher sowie Vorsitzender der Arbeitsgruppe Familie, Senioren, Frauen und Jugend der CDU/CSU-Bundestagsfraktion. Von 2011 bis 2015 war er Vorsitzender der CDU Hamburg. Im August 2024 trat er aus der CDU aus.

## Leben und Beruf
Nach dem Abitur 1987 diente Weinberg bis 1991 als Soldat auf Zeit beim Panzerartilleriebataillon 177 in Hamburg-Rahlstedt. Er verließ die Bundeswehr als Stabsunteroffizier. Danach absolvierte er ein Lehramtsstudium der Geschichte, Sozialwissenschaften und Erziehungswissenschaften an der Universität Hamburg, das er 1997 mit dem ersten Staatsexamen beendete. Nach dem Referendariat legte er 2001 auch das zweite Staatsexamen ab und war danach bis 2005 als Lehrer an der Katholischen Bonifatiusschule in Hamburg-Wilhelmsburg tätig. Er war Mitglied des Deutschen Bundestages und familienpolitischer Sprecher der CDU/CSU-Bundestagsfraktion.
Anfang 2022 wurde er Partner der Hamburger PR-Agentur Guru. Seit Beginn des Schuljahres 2023/24 arbeitet er als Lehrer am Gymnasium Othmarschen im gleichnamigen Hamburger Stadtteil.

## Partei
Weinberg gehörte ab 1998 dem CDU-Kreisvorstand in Hamburg-Altona an und war ab 2016 der Vorsitzende des Kreisverbandes. Im September 2020 wurde Weinberg als Kreisvorsitzender der CDU in Hamburg-Altona in seinem Amt bestätigt. Ab 2020 war er Vorsitzender des Ortsverbandes Ottensen/Bahrenfeld. Außerdem gehörte er dem CDU-Landesvorstand in Hamburg an. Zwischen 2011 und 2015 sowie zwischen 2018 und 2021 war er Mitglied des CDU-Bundesvorstands.
Nach der Niederlage der CDU bei der Bürgerschaftswahl 2011 erklärte der CDU-Landesvorsitzende Frank Schira, nicht mehr zu kandidieren. Um seinen Nachfolger zu ermitteln, startete der CDU-Landesverband eine Mitgliederbefragung, bei der Weinberg als Kandidat u. a. gegen Karin Prien antrat und mit 36,2 Prozent die meisten Stimmen erhielt. Seine Wahl zum Landesvorsitzenden auf dem Landesparteitag am 15./16. Juni 2011 gelang ihm mit der Zustimmung von 71 Prozent der Delegierten. Auf dem Landesparteitag am 22. März 2014 wurde Marcus Weinberg als CDU-Landesvorsitzender mit 82 Prozent der Stimmen wiedergewählt. Damit erzielte er ein ähnliches Ergebnis wie bei seiner Wiederwahl im Jahr 2012. Nachdem die CDU bei der Bürgerschaftswahl in Hamburg 2015 nur 15,9 Prozent der Stimmen bekam, zog Weinberg die Konsequenzen und trat am 18. Februar 2015 als Landesvorsitzender zurück, blieb jedoch weiterhin Mitglied des Landesvorstands der CDU Hamburg.
Marcus Weinberg war Spitzenkandidat der CDU Hamburg für die Bürgerschaftswahl 2020, bei der die CDU mit 11,2 Prozent das historisch schlechteste Wahlergebnis erzielte. Das wurde vor allem Weinberg angelastet. Weinberg misslang auch der Einzug in das Parlament. Zuletzt hatte er in der Partei keine Ämter mehr inne. Anfang August 2024 trat er aus der CDU aus. Er verband dies mit deutlicher Kritik: Seine Haltung, die auf „Zusammenhalt und Solidarität statt auf Populismus und Polarisierung“ setze, sei nicht vereinbar mit der aktuellen Ausrichtung der Partei. Beispielhaft nannte er die Forderungen nach Kürzungen des Bürgergeldes und Gender-Verbote.

## Abgeordneter
Weinberg gehörte von 1997 bis 2001 der Bezirksversammlung von Hamburg-Altona und von 2001 bis 2005 der Hamburgischen Bürgerschaft an. In der Bürgerschaft war er zuletzt jugendpolitischer Sprecher und stellvertretender Vorsitzender der CDU-Fraktion.
Ab 2005 war er Mitglied des Deutschen Bundestages und dort Mitglied im Kuratorium der Bundeszentrale für politische Bildung, sowie stellvertretendes Mitglied im Verteidigungsausschuss. Weinberg zog stets über die Landesliste Hamburg in den Bundestag ein. Als Direktkandidat im Bundestagswahlkreis Hamburg-Altona unterlag er jeweils (anfangs Olaf Scholz, 2013 und 2017 dann Matthias Bartke von der SPD, 2021 Linda Heitmann von den Grünen).
Seit dem Sommer 2012 setzte sich Weinberg zusammen mit zwölf weiteren Unions-Bundestagsabgeordneten öffentlich für die steuerliche Gleichstellung von Eingetragenen gleichgeschlechtlichen Partnerschaften mit der Ehe ein. Seit Januar 2014 war Weinberg familienpolitischer Sprecher der CDU/CSU-Bundestagsfraktion.
Bei der Bundestagswahl 2021 verlor Weinberg sein Abgeordnetenmandat als Direktkandidat ohne Landeslistenplatz.

## Weitere Funktionen
Weinberg ist Mitglied in den Kuratorien der Bundeszentrale für politische Bildung sowie des Vereins Frischluft e. V. Von 2013 bis 2019 war er Kapitän des FC Bundestag und ist Vorsitzender des CDU-Landesfachausschusses Soziales, Familie, Kinder, Jugend und Integration. Seit 2015 (sowie zuvor 2009–2012) ist er Vorsitzender und Mitglied im Vorstand des Bleicherhaus e. V., Hamburg. Auch ist er Mitglied im Wirtschaftsrat Hamburg e. V. Am 3. Juli 2022 wurde er zum Landesvorsitzenden des ASB Hamburg gewählt.

## Privates
Weinberg hat zwei Kinder mit seiner Lebensgefährtin.